# Правительство Венгрии
Прави́тельство Ве́нгрии (венг. Magyarország Kormánya) — главный орган исполнительной власти страны, несущий ответственность перед парламентом. Обязанности и рамки полномочий правительства включают все вопросы, которые не делегированы другому органу власти. Правительство состоит из премьер-министра и министров. Премьер-министр (венг. miniszterelnök) избирается парламентом Венгрии, по представлению президента республики, и для утверждения должен получить большинство голосов в парламенте. Члены правительства приносят присягу парламенту. Состав правительства утверждается отдельным законом, в него могут входить как министры — главы министерств, так и министры без портфеля для выполнения отдельных поручений.
После падения коммунизма в Венгрии действует многопартийная система. Новый состав венгерского парламента был избран 8 апреля 2018 года. Эти парламентские выборы стали восьмыми с момента первых многопартийных выборов 1990 года. В результате победил альянс Фидес—ХДНП, сохранив большинство в две трети голосов, а Виктор Орбан остался премьер-министром. Это были вторые выборы в соответствии с новой Конституцией Венгрии, которая вступила в силу 1 января 2012 года. В этот день также вступил в силу новый избирательный закон. Избиратели выбрали 199 депутатов парламента вместо прежних 386 законодателей.